# Kulturpreis der Städte Ravensburg und Weingarten
Der Kulturpreis der Städte Ravensburg und Weingarten war ein gemeinsamer Kulturpreis der benachbarten Städte Ravensburg und Weingarten in Oberschwaben. Er wurde 1977 als Kultur- und Wissenschaftspreis gestiftet, um „herausragende Leistungen auf den Gebieten der Kunst und der Wissenschaft anzuerkennen und zu fördern“. 2011 wurde der Preis per Satzungsänderung unter Aufgabe des Bereichs Wissenschaften auf Leistungen im Bereich Kunst und Kultur fokussiert. Der Preis soll alle zwei bis drei Jahre verliehen werden. Der Hauptpreis ist mit 6500 € dotiert, der Förderpreis mit 3500 €.
Der gemeinsame Kulturpreis wurde zuletzt 2024 verliehen. Im Mai 2024 beschloss der Stadtrat von Weingarten im Rahmen einer drastischen Reduzierung der Kulturförderung, dass die Stadt Weingarten aus dem Projekt aussteigt.

## Preisträger
- 1977: Josef W. Janker, Schriftsteller
- 1977: Karl Dieter, Ingenieur und Gründungsrektor der FH Ravensburg-Weingarten
- 1978: Maria Müller-Gögler, Schriftstellerin
- 1978: Gebhard Spahr, Benediktinermönch und Kunsthistoriker
- 1979: Ludwig Miller, Maler
- 1979: Fritz Winter, Obstbaukundler
- 1980: Erno Seifriz, Musikwissenschaftler und Chorleiter
- 1981: Hermann Waibel, Künstler
- 1981: Karlheinz Schaaf, Germanist und Volkskundler
- 1983: Josef Henger, Bildhauer
- 1983: Franz Beyer, Bratschist und Musikpädagoge
- 1986: Rupert Leser, Fotograf
- 1986: Ludwig Kerstiens, Pädagoge
- 1989: Peter Hamm, Schriftsteller
- 1992: Romain Finke, Maler
- 1992: Günter Hole, Psychiater und Klinikleiter
- 1995: Hans Ulrich Rudolf, Historiker
- 1998: Elmar Hügler, Fernsehjournalist[3]
- 2001: Rita Jans, Pianistin und Leiterin der Weingartener Tage für Neue Musik
- 2001: Schule für Gestaltung Ravensburg
- 2005: Michael Bender, Kirchenmusiker und evangelischer Bezirkskantor
- 2005: Volker Faust, Neurologe und Psychotherapeut
- 2008: Gerold Kaiser, Maler, Kunstdidaktiker und Galerieleiter
- 2008: Werner Heinz, Lokalhistoriker
- 2008: Raimund Kolb, Lokalhistoriker
- 2012: Jupp Eisele, Kunstlehrer und Ausstellungskurator
- 2015: Uli Boettcher, Schauspieler und Kabarettist (Hoftheater Baienfurt)
- 2015: Christof Küster, Theaterregisseur (Klosterfestspiele Weingarten)
- 2018: Barbara Ehrmann, Zeichnerin, Grafikerin und Malerin
- 2021 wurde der Preis erstmals an drei gleichwertige Preisträger vergeben:
  - Die Streamerei, Bürgerstreamingplattform
  - Jazztime Ravensburg e. V., Konzertveranstalter
  - U&D Weingarten, Musikfestival
- 2024: Dotschy Reinhardt, Jazz-Musikerin, Autorin und Menschenrechtlerin

Förderpreise:
- 1979: Peter Renz, Schriftsteller[4]
- 1980: Wolfgang Henning, Maler
- 1981: Geschwister Feifel (Beate, Gisela und Karl-Eugen Feifel), Musiker[5]
- 1983: Jürgen Bretzinger, Regisseur
- 1989: Rudolf König, Klarinettist[6]
- 1993: Veit Hübner, Musiker
- 1993: Gregor Hübner, Musiker
- 2005: Jazztime Ravensburg e. V., Konzertveranstalter
- 2008: Förderkreis Zehntscheuer Ravensburg e. V., Kleinkunstbühne
- 2012: Toby Hoffmann, Performance-Poet
- 2015: Kathrin Landa, Malerin
- 2018: Peter Pux, Liedermacher
- 2024: UK-Theatergruppe der Stiftung KBZO (Körperbehindertenzentrum Oberschwaben)